# Reveille (banda)
Reveille fue una banda Americana de rap metal y nu metal. La banda se formó en 1998 y grabó un demo de seis tema que atrajo la atención de los principales sellos discográficos.

## Historia
Después de una actuación sobresaliente en el famoso CBGB en Manhattan, Nueva York, la banda firmó un contrato con Elektra Records. Ellos tuvieron un gran éxito con su álbum debut, Laced, en 1999. El álbum incluía la participación del rapero de Cypress Hill, B-Real. La banda tocó en el Warped Tour 1999, Woodstock 1999, y Ozzfest 2000, y estuvo de gira con Godsmack, Machine Head, y Powerman 5000. 
Lazaron "Bleed the Sky" 
en 2001. El disco cuenta con el vocalista Stephen Richards de Taproot y de Cold Scooter Ward, con la colaboración de Reveille, que logró un éxito Billboard con su canción «Inside Out (Can You Feel Me Now)». También en 2001 el grupo recibió el Premio de Música de Boston para «Rising Star» y luego se embarcó en una gira con Static-X. 
Al año siguiente, el disco Bleed the Sky fue nominado por «Boston Music Award’s Album del Año».
En 2002, su guitarrista original, Greg Sullivan, decidió dejar la banda debido a «diferencias creativas». Fue sustituido por Chris Turner, el vocalista y guitarrista. Pese a que inicialmente se anunció que la banda lanzará un tercer disco, una vez más, solicitando la ayuda del productor Howard Benson, el álbum nunca fue lanzado. Reveille hice una gira con Sevendust antes de separarse en 2003.